# جايمي غونزاليس
جايمي غونزاليس (بالإسبانية: Jaime González)‏ هو لاعب رماية إسباني، ولد في 11 أغسطس 1933 في لا كورونيا في إسبانيا، وتوفي في 28 نوفمبر 2011.

## وصلات خارجية
- جايمي غونزاليس على موقع الاتحاد الدولي (الإنجليزية)
- جايمي غونزاليس على موقع اللجنة الأولمبية الدولية (الإنجليزية)
- جايمي غونزاليس على موقع أوليمبيديا (الإنجليزية)